# Bryon Wilfert
Bryon J. Wilfert (né le 14 juillet 1952 à Toronto) est un homme politique canadien.

## Biographie
Il devint député à la Chambre des communes du Canada, représentant la circonscription ontarienne de Richmond Hill en 1997 sous la bannière du Parti libéral du Canada. Il était le secrétaire parlementaire du ministre de l'Environnement jusqu'à la défaite du gouvernement Martin lors de l'élection fédérale canadienne de 2006. Réélu en 2000, 2004, 2006 et en 2008, il fut défait par le conservateur Costas Menegakis en 2011.